# アンドルー・ロイド・ウェバー
- 日本語的発音に基づいた伝統的な転写
アンドリュー・ロイド・ウェバー
- 英語の発音に近い転写
アンドルー・ロイド・ウェバー
- 英語の発音に近く、Webber にこだわった転写
アンドルー・ロイド・ウェッバー

ロイド＝ウェバー男爵アンドリュー・ロイド・ウェバー（英: Andrew Lloyd Webber, Baron Lloyd-Webber、1948年3月22日 - ）は、ミュージカルで大きな成功を収めたイギリスの作曲家。代表作に『ジーザス・クライスト・スーパースター』『エビータ』『キャッツ』『オペラ座の怪人』『サンセット大通り』などがある。

## 来歴
1948年、作曲家ウィリアム・ロイド・ウェバーとバイオリニスト兼ピアニストのジーン・ハーマイオネ・ジョンストーンの長男としてロンドンケンジントンに生まれた。チェロ奏者ジュリアン・ロイド・ウェバーは弟にあたる。
ウェストミンスター・スクールを経て、オクスフォード大学モードリンコレッジで歴史学を専攻していたが、音楽の道に進むため中退し、王立音楽大学に進む。
ロイド・ウェバーは1960年代後半から1980年代にかけて、作詞家ティム・ライスとの合作で連続して成功を収めた。合作の初の上演作品は『ジョゼフ・アンド・アメージング・テクニカラー・ドリームコート』である。日本でも著名な劇団である「Youth Theatre Japan (YTJ)」が「Joseph And The Amazing Technicolor Dreamcoat」のタイトルで公演を実施している。後の合作に『ジーザス・クライスト・スーパースター』や『エビータ』があり、この2作品はステージに持ち込まれる以前にレコードアルバムとして発表されている。その後ロイド・ウェバーはライスと袂を分ち、ロンドンのウェスト・エンドやブロードウェイで長年にわたって上演された『キャッツ』、『スターライト・エクスプレス』や『オペラ座の怪人』といった作品では、他の作詞家との合作を行った。1996年の映画『エビータ』では、映画のために新たに製作された曲「You Must Love Me」を久々にティム・ライスと共に手がけた。なお、この曲は2006年からのロンドン公演で初めて舞台で使用されている。
2番目の妻は、『オペラ座の怪人』のオリジナル ロンドン キャストで「クリスティン」 (劇団四季版ではフランス語読みの「クリスティーヌ」) 役に抜擢した歌手のサラ・ブライトマンで、二人は1984年から1990年にかけて結婚生活を送っている。離婚後、傷心のロイド・ウェバーが製作したミュージカルが恋の出会いと別れを描いた『アスペクツ・オブ・ラブ』である。
ロイド・ウェバーは1992年にナイトに叙勲され、1997年には一代貴族シドモントンのロイド＝ウェバー男爵（Baron Lloyd-Webber of Sydmonton）に叙爵されている。なお自身の名のうち Lloyd Webber は2字名字で間には何も入らないが、男爵称号としての Lloyd-Webber はハイフンで結んだ複合名詞となる。日本語では前者がロイド・ウェバー、後者がロイド＝ウェバーと書き表される。
1996年公開の映画『エビータ』では、映画用に新たに書かれた1曲「You Must Love Me」の作曲者として、アカデミー歌曲賞を受賞している。
2004年には映画版『オペラ座の怪人』が公開された（日本公開は2005年）。過去に斬新な映像を随所に取り入れた映画版『ジーザス・クライスト・スーパースター』がロイド・ウェバーを憤慨落胆させて余りあるほど舞台版の原作とはかけ離れたものとなってしまった教訓から、この『オペラ座の怪人』では本人が率先して隅々に至るまで舞台版の原作に限りなく近いものになるようにした。脚本や演出はもとより、上映時間が上演時間とほぼ同じというこだわりようは公開当時話題となった。

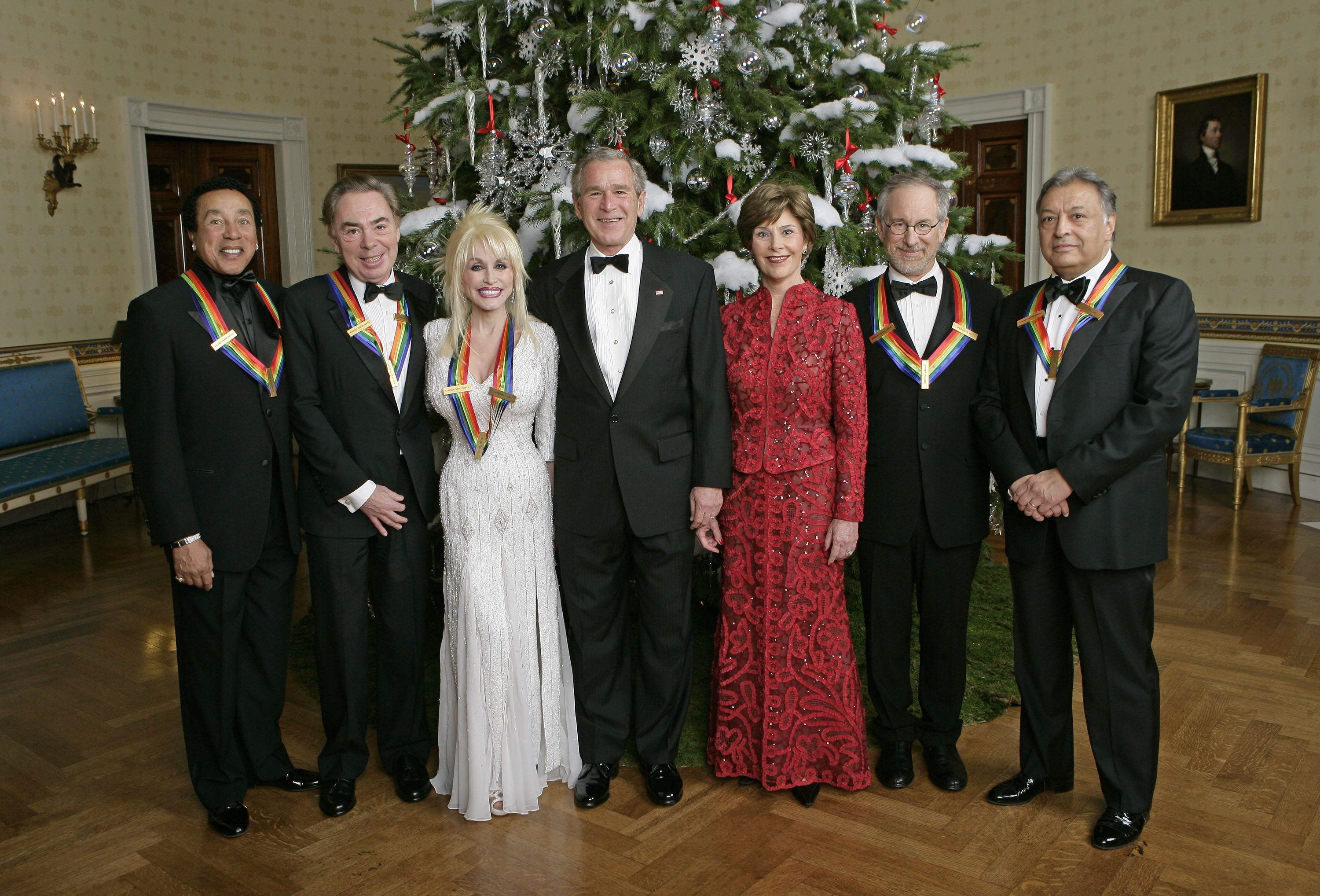
アメリカ大統領ジョージ・W・ブッシュとファーストレディローラ・ブッシュと2006年のケネディ・センター名誉賞受賞者。
向かって左からスモーキー・ロビンソン、ロイド・ウェバー、ドリー・パートン、ブッシュ大統領、ローラ夫人、スティーブン・スピルバーグ、ズビン・メータ（2006年12月、ホワイトハウスのブルールームにて）。

### 2010年代
2010年の『ラヴ・ネヴァー・ダイズ』開幕後、ロイド・ウェバーはBBC Oneの『Over the Rainbow 』で新作ミュージカルの出演者を探し始めた。2011年の『オズの魔法使い』に優勝者のダニエル・ホープをドロシー役として配役し、犬をトト役で出演させることにした。ロイド・ウェバーと作詞作曲家のティム・ライスは映画『オズの魔法使』の楽曲に加え新曲を作曲した。2011年3月1日、パラディウム・シアターにてダニエル・ホープがドロシー役、マイケル・クロフォードが魔法使い役でミュージカル『オズの魔法使い』が開幕した。
2012年、ITV の番組『Superstar 』で制作および審査員を務め、アリーナ・ツアー公演『ジーザス・クライスト・スーパースター』のイエス・キリスト役をイギリス中から広く一般公募した。2012年9月、コメディアンのティム・ミンチンがイスカリオテのユダ役、元スパイス・ガールズのメラニー・チズムがマグダラのマリア役、BBCラジオ1のDJクリス・モイルスがヘロデ・アンティパス役に配役され開幕した。
2013年、ロイド・ウェバーはミュージカル『スティーブン・ウォード』制作のため『サンセット大通り』以来クリストファー・ハンプトン、ドン・ブラックと再結集した。
2014年、ロイド・ウェバーの次の作品が2003年の映画『スクール・オブ・ロック』の舞台化となることが発表された。2015年1月19日、映画公開より7年前から存在する音楽教育プログラムである「スクール・オブ・ロック」と提携し、9歳から15歳までの子供たちを対象にオーディションを開催した。
2018年3月、ロイド・ウェバーの回顧録『Unmasked 』が発表された。
2018年9月9日、ロイド・ウェバーはティム・ライス、ジョン・レジェンドと共に『ジーザス・クライスト・スーパースター Live in Concert』でプライムタイム・エミー賞を受賞した。これにより3名はアカデミー、エミー、グラミー、トニー賞全て受賞したこととなった。
2024年のゲオルギオスの日に、彼にガーター勲章が授与された。

## 主要作品

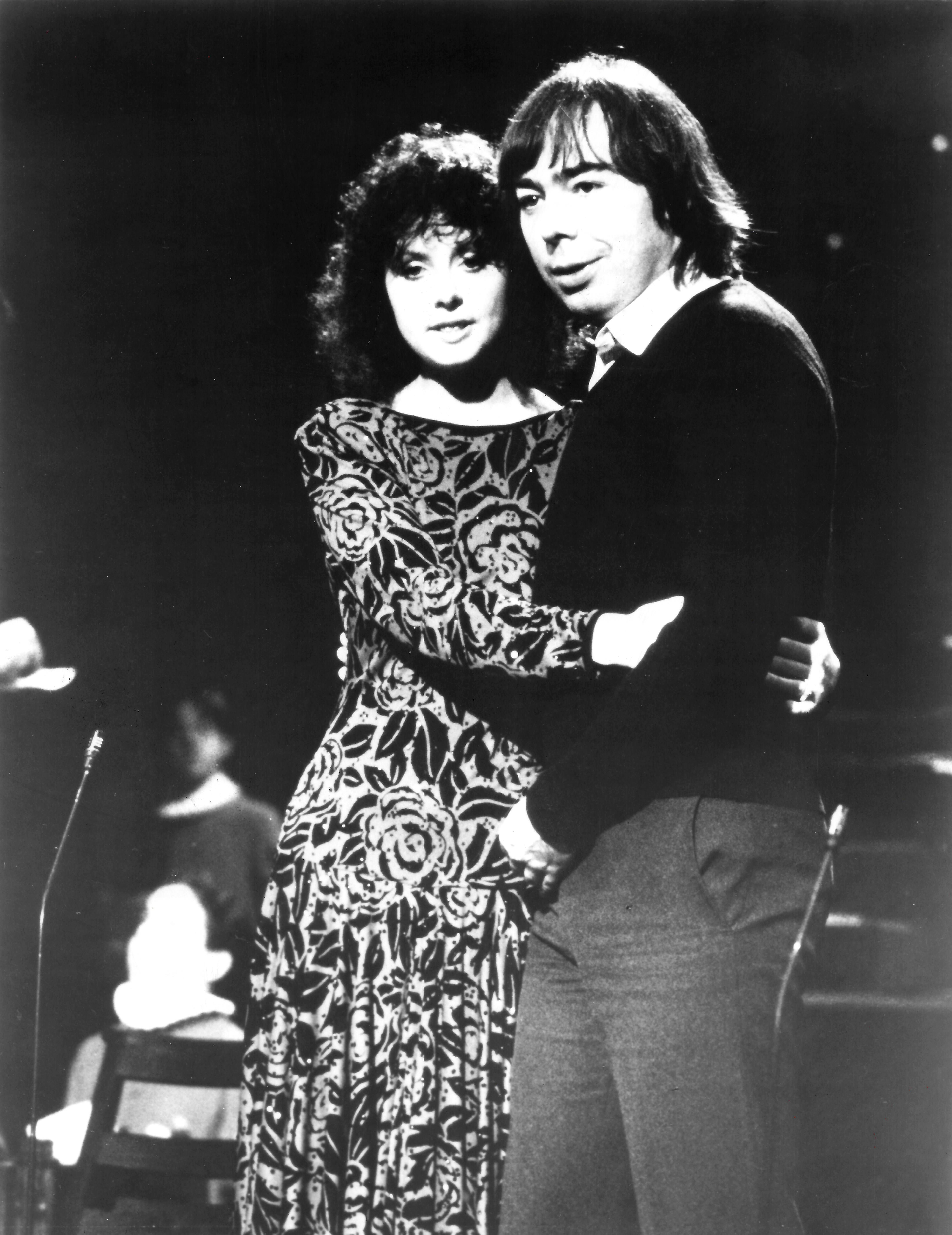
アンドルー・ロイド・ウェバーとサラ・ブライトマン

- ヨセフ・アンド・アメージング・テクニカラー・ドリームコート Joseph and the Amazing Technicolor Dreamcoat （1968年）
- ジーザス・クライスト・スーパースター Jesus Christ Superstar （1970年）
- エビータ Evita （1976年）
- キャッツ Cats （1981年）
- ソング・アンド・ダンス Song and Dance （1982年）
- スターライト・エクスプレス Starlight Express （1984年）
- オペラ座の怪人 The Phantom of the Opera （1986年）
- アスペクツ・オブ・ラブ Aspects of Love （1989年）
- サンセット大通り Sunset Boulevard （1993年）
- ホイッスル・ダウン・ザ・ウィンド Whistle Down the Wind （1996年）
- ザ・ビューティフル・ゲーム The Beautiful Game （2000年）
- ウーマン・イン・ホワイト The Woman in White （2004年）
- ラヴ・ネヴァー・ダイズ Love Never Dies （2010年） 『オペラ座の怪人』の続編
- オズの魔法使い The Wizard of Oz （2011年）
- スクール・オブ・ロック School of Rock （2015年）

## 映画化された作品
- ジーザス・クライスト・スーパースター Jesus Christ Superstar （1972年） 作曲
- エビータ Evita （1996年） 作曲
- オペラ座の怪人 The Phantom of the Opera （2004年） 製作・脚本・作曲
- キャッツ Cats （2019年） 製作総指揮・作曲

## ビデオ化された作品
- オペラ座の怪人 25周年記念公演inロンドン

同作品25周年を記念して行われたロイヤル・アルバート・ホールでの記念公演（2011年10月1・2日）をDVD・ブルーレイ化。
- ラヴ・ネヴァー・ダイズ

メルボルン・リージェント劇場での公演を撮影。
以下は舞台を録画したものではなく、ビデオ商品のためにスタジオで撮影された作品となっている。
- ジョゼフ・アンド・アメージング・テクニカラー・ドリームコート
- ジーザス・クライスト・スーパースター
- キャッツ

## 競走馬事業

ロイド・ウェバーの勝負服

1991年、馬術選手であった3番目の妻との結婚を機にウォーターシップダウンスタッドを創設し、馬主および競走馬の生産事業に乗り出す。「牝馬のみ自己所有、牡馬は売却」が基本スタンスであるが、カルティエ賞最優秀2歳牡馬になったトゥーダーンホットは幼駒時に負傷し、そのことが懸念材料とされたため大事をとって例外的に売却されず、自己所有馬となった。主にジョン・ゴスデン厩舎に所有馬を預託してる。

### 主な所有馬
- ダーレミ - プリティーポリーステークス、ヨークシャーオークス、ドバイシーマクラシック[11]
- ザフューグ - ナッソーステークス、ヨークシャーオークス、アイリッシュチャンピオンステークス、プリンスオブウェールズステークス[11]
- トゥーダーンホット - デューハーストステークス、ジャンプラ賞/カルティエ賞最優秀2歳牡馬[11]
- シルバーレーン - 繁殖牝馬、ブラックホークの母[11]

### 主な生産馬（ウォーターシップダウンスタッド名義）
- ブラックホーク - スプリンターズステークス、安田記念[11]
- リヴァーダンサー - クイーンエリザベス2世カップ[11]
- リワイルディング - ドバイシーマクラシック、プリンスオブウェールズステークス[11]

## キャッツの逆襲
『デイリー・メール』紙の伝えるところによると、猫界に対するロイド・ウェバーの多大な貢献にもかかわらず、彼が飼っている仔猫のオットーは飼い主に何ら敬意を示さないばかりか、ロイド・ウェバーが作曲中だった『オペラ座の怪人』の続編に嫉妬（？）するあまり、これを「破壊する行動」に出たという。
2007年6月、オットー（ターキッシュバン、当時生後6か月）は、ロイド・ウェバーが自宅に所有するクラヴィノヴァ・デジタルピアノの内部に「不法侵入」、「そこから内蔵コンピュータめがけて急降下ダイブ」し、「書き上げたばかりだった新作ミュージカルをすべて一撃のもとに消去してしまった」。ロイド・ウェバーは被害の復旧にも手がつかないほどのトラウマ状態に陥っており、「もう気が狂いそうだ」という。（引用符内はすべて本人談）
『ラヴ・ネヴァー・ダイズ』（Love Never Dies）と題するこの新作ミュージカルは、フレデリック・フォーサイスの小説『マンハッタンの怪人』 (The Phantom of Manhattan) が原作。フォーサイスは脚本も担当している。